# Białorusko-polska administracja Mińska
Białorusko-polska administracja Mińska – kilkudniowy okres przejściowy historii Mińska w czasie I wojny światowej, trwający od rozbrojenia sił bolszewickich w mieście 19 lutego 1918 roku do przekazania władzy administracji niemieckiej 21 lutego tego samego roku; charakteryzował się dwuwładzą, w czasie której większa część miasta opanowana była przez polskie ochotnicze oddziały wojskowe, a mniejsza część – przez białoruskie; w okresie tym po raz pierwszy na budynku administracji państwowej w Mińsku pojawiła się biało-czerwono-biała flaga niepodległej Białorusi.

## Kontekst historyczny
Na początku XX wieku Mińsk był miastem wchodzącym w skład Imperium Rosyjskiego. W 1914 roku wybuchła I wojna światowa, w której Rosja brała udział jako przeciwnik państw centralnych. Jednocześnie, od 1917 roku miały w niej miejsce kolejne rewolucje i trwała wewnętrzna walka o władzę i ustrój. W wyniku rewolucji październikowej od listopada 1917 roku Mińsk stanowił centrum administracyjne bolszewickiego Obwodowego Komitetu Wykonawczego Zachodniego Obwodu i Frontu (OKWZOiF). Był to twór państwowy stworzony przez wojskowych bolszewików pochodzących spoza Białorusi, z Ormianinem Aleksandrem Miasnikianem na czele. Wśród ludzi tworzących jego struktury nie było miejscowej ludności cywilnej, a w kierownictwie – ani jednego Białorusina. Jednocześnie w mieście tworzyły się i działały inne ruchy polityczne i narodowe zmierzające do przejęcia władzy – przede wszystkim białoruski i polski.
W grudniu 1917 roku w Mińsku odbył się I Zjazd Wszechbiałoruski, w czasie którego w podniosłej, patriotycznej atmosferze przedstawiciele licznych białoruskich organizacji zamierzali podjąć decyzje na temat przyszłości kraju. Mimo legalności z punktu widzenia centralnych władz bolszewickich, Zjazd został rozpędzony przez wojska podporządkowane OKWZOiF. Zdążył jednak podjąć m.in. decyzję o tworzeniu białoruskich oddziałów wojskowych z pomocą Centralnej Białoruskiej Rady Wojskowej (CBRW) pod kierownictwem por. Kanstancina Jezawitaua. Z przywódców Zjazdu wyłoniła się także Rada Zjazdu Wszechbiałoruskiego, która ogłosiła się organem wykonawczym Zjazdu i przyznała sobie prawo do reprezentacji białoruskiego ruchu. Radzie podporządkował się szereg białoruskich organizacji, w tym CBRW. Nadal jednak nie posiadała ona realnej władzy i funkcjonowała w opozycji do sprawującego kontrolę nad Mińskiem OKWZOiF. Na przełomie stycznia i lutego 1918 roku CBRW została zdelegalizowana przez bolszewików, a jej kierownictwo aresztowane.
Równolegle do ruchu białoruskiego, w Mińsku rozwijały się organizacje i struktury związane z ruchem polskim. W maju 1917 roku powołano Radę Polską Ziemi Mińskiej (RPZM), która skupiała w sobie liczne polskie organizacje Mińszczyzny i miała za zadanie spełniać rolę organu samorządowego społeczności polskiej. Początkowo Rada popierała narodowe dążenia Białorusinów, opowiadała się za autonomiczną Białorusią w składzie demokratycznej Republiki Rosyjskiej, pragnąc jednocześnie zagwarantowania praw mniejszości polskiej. Po rewolucji październikowej uznała bolszewików za główne zagrożenie i nie widząc szans na powstanie niepodległego państwa białoruskiego, zaczęła się opowiadać za włączeniem Mińszczyzny w skład Polski. Jednocześnie na Mińszczyźnie funkcjonowały polskie formacje i organizacje o charakterze wojskowym. Latem 1917 roku powołany do życia został I Korpus Polski, który na przełomie 1917 i 1918 roku liczył na Białorusi do 50 tysięcy żołnierzy. W Mińsku od października 1917 do stycznia 1918 roku funkcjonowała też powołana przez mieszkańców paramilitarna Polska Straż Obywatelska. Po jej rozbrojeniu przez bolszewików RPZM zadecydowała o kontynuowaniu szkolenia jej członków w podziemiu. W mieście działała też Polska Organizacja Wojskowa (POW).
9 lutego 1918 roku państwa centralne podpisały w Brześciu traktat pokojowy z Ukraińską Republiką Ludową i wystosowały do bolszewików ultimatum, żądając natychmiastowego podpisania pokoju na ich warunkach. Bolszewicy ultimatum odrzucili, w wyniku czego 18 lutego Niemcy i Austro-Węgry rozpoczęły przeciwko nim ofensywę, szybko przesuwając się na wschód. Wieczorem tego samego dnia byli już w oddalonym o 65 km od Mińska Mołodecznie. Ze względu na bliskość frontu stało się jasne, że Niemcy dotrą do miasta w ciągu kilku dni.

## Przebieg wydarzeń

### Ewakuacja bolszewików

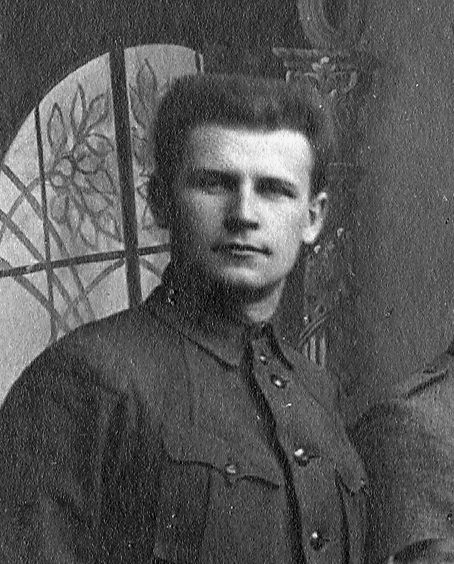
Białoruski komendant Mińska por. Kanstancin Jezawitau

Na wieść o rozpoczęciu niemieckiej ofensywy bolszewicy w Mińsku zapowiedzieli podjęcie obrony. Sprawujący władzę w mieście Komitet Wykonawczy Rady Komisarzy Ludowych Frontu Zachodniego ogłosił, że będzie bronić i zabezpieczać całość i bezpieczeństwo władzy ludowej. Wojska bolszewickie były jednak zdemoralizowane demobilizacją i agitacją pacyfistyczną, a dowódcy nie byli w stanie zatrzymać ich odwrotu. W tej sytuacji na posiedzeniu w nocy z 18 na 19 lutego Rada Komisarzy Ludowych podjęła decyzję o niestawianiu oporu i ewakuacji do Smoleńska. Odwrót bolszewików z Mińska odbywał się w panice, chaosie i pełnej demoralizacji. Świadkowie zdarzeń pisali o bezwolnym, bezmyślnym popłochu wycofujących się wojsk: Wyjeżdżano samochodami i sankami (…) na łeb na szyję, łamano wehikuły, gubiono skrzynie i worki i denerwowano siebie i drugich. Szczególne trudności z ucieczką mieli bolszewiccy komisarze, których jeszcze około południa mińscy kolejarze postanowili nie wypuścić z miasta.
Poważny niepokój ogarnął także mieszkańców Mińska. Eksodus bolszewików przypominał im odwrót armii carskiej w 1915 roku, co szczególnie przerażało mieszkających w Mińsku uchodźców wojennych. Z drugiej strony obawiano się innych, zdemoralizowanych oddziałów bolszewickich, które wycofując się na wschód, paliły i grabiły miejscowości leżące na drodze ich odwrotu (tak się stało m.in. z Kojdanowem). Pojawiła się plotka, jakoby do miasta zbliżały się głodne, dzikie i bezładne grupy żołnierzy bolszewickich pokonanych przez I Korpus Polski pod Osipowiczami. Szczególne obawy wyrażali mieszkający w Mińsku Polacy, przekonani, że bolszewicy widzą w nich potencjalnych wrogów. Bano się zemsty z ich strony za niepowodzenia w walce z I Korpusem Polskim. W nocy z 18 na 19 lutego polscy wywiadowcy przechwycili rozkaz dowódcy Frontu Zachodniego Aleksandra Miasnikiana, wzywający do walki z przeciwnikami władzy rewolucyjnej. 19 lutego dowodzący garnizonem mińskim Łysakow wydał swój ostatni rozkaz, nawołujący do ostatecznej rozprawy z Polakami.

### Przygotowania Białorusinów i Polaków

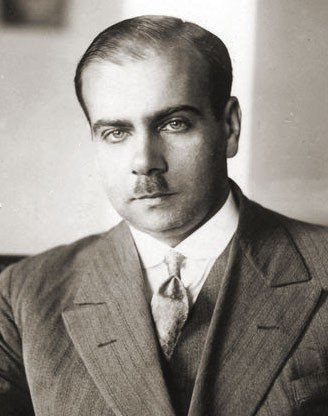
Polski komendant Mińska kpt. Ignacy Matuszewski „Topór”

19 lutego około południa do uwięzionych sześciu członków CBRW dotarła wiadomość o zbliżaniu się Niemców do Mińska. Korzystając z ogólnego chaosu zdołali oni uciec z wartowni, w której byli przetrzymywani, po czym około godziny 14 spotkali się w domu A. Lewickiego. Godzinę później rozpoczęło się nadzwyczajne posiedzenie Komitetu Wykonawczego CBRW. Jego uczestnicy podjęli decyzję o próbie przejęcia kontroli nad miastem i przekazania władzy Radzie Zjazdu Wszechbiałoruskiego. Kanstancin Jezawitau, lider CBRW, został mianowany białoruskim komendantem miasta. Niezależnie od Białorusinów, do działania przygotowywali się Polacy. O godzinie 16. u szewca Dobraszczyca spotkali się polscy działacze wojskowi związani z POW i I Korpusem Polskim. Początkowo była to grupa czterech osób, w tym kpt. Ignacy Matuszewski, do godziny 19. zwiększyła się do siedmiu. Podjęto wówczas decyzję o przeprowadzeniu akcji zaczepnej przeciwko bolszewikom. Na stanowisko polskiego komendanta miasta został wyznaczony kpt. Ignacy Matuszewski, który podpisywał rozkazy pseudonimem „Topór”.
Dla białoruskich działaczy narodowych „wyzwolenie Mińska” miało szczególne znaczenie, ponieważ stanowił on główny ośrodek polityczny ich kraju i planowaną siedzibę rządu ich przyszłej republiki; Polacy natomiast traktowali bolszewicką władzę jak zagrożenie. Jednak zdaniem historyka Dariusza Tarasiuka, akcje te miały być przeprowadzone głównie w celach propagandowych. Do ich podjęcia zachęcała dezorganizacja bolszewików i fakt, że w tym czasie w mieście nie było faktycznie żadnej władzy. Były one jednak bardzo ryzykowne. Przewaga liczebna bolszewików nad białoruskimi i polskimi oddziałami wojskowymi była znaczna. Bolszewicy dysponowali w Mińsku około 13 tysiącami dobrze uzbrojonych żołnierzy, chociaż większość z nich znajdowała się na dworcach kolejowych i ogarnięta była ucieczką, część natomiast stanowiły grupy błąkających się po mieście zdezorientowanych grupek i dezerterów. Polacy liczyli najprawdopodobniej 343 wojskowych uzbrojonych w 27 karabinów, chociaż w mniej wiarygodnych źródłach podawane były liczby kilkudziesięciu i 1600. Białorusini dysponowali natomiast zebranymi naprędce grupkami wojskowych i związkowców, wśród których byli m.in. kolejarze i telegrafiści. Drugim czynnikiem ryzyka dla Polaków było to, że ich akcja nie była uzgodniona z dowódcą I Korpusu Polskiego, gen. Józefem Dowborem-Muśnickim.

### Działania militarne 19 lutego
O godzinie 21 na ulicach Mińska pojawiły się pierwsze, działające niezależnie od siebie, białoruskie i polskie oddziały. Pierwszym ich celem było zdobycie broni poprzez rozbrajanie obecnych w mieście bolszewików. Ci, mimo ogólnej znacznej przewagi liczebnej, stawiali niewielki opór rozbrajającym ich żołnierzom. Według Melchiora Wańkowicza miał miejsce m.in. przypadek, gdy 5 Polaków rozbroiło 150-osobowy oddział bolszewicki. O godzinie 21. Polacy opanowali skład broni przy ul. Skobielewskiej, co pozwoliło na uzbrojenie 200 polskich ochotników. Wkrótce w rękach Białorusinów i Polaków znalazły się znaczne ilości broni. Dochodziło jedynie do niewielkich starć i strzelanin, a realny opór stawiało jedynie ok. 100 czerwonogwardzistów. Do białoruskich i polskich formacji licznie zaczęli zgłaszać się nowi ochotnicy. Polacy przystąpili do obsadzania posterunkami głównych strategicznych punktów miasta, zorganizowali też małe, ale szybko przemieszczające się patrole. Ich ruchliwość miała za zadanie stworzyć wrażenie przybycia do miasta licznych wojsk polskich. Jednocześnie, w celu zastraszenia przeciwnika, rozpowszechniali plotki o wkroczeniu do Mińska oddziałów I Korpusu Polskiego. Tymczasem Białorusini o 21:15 opanowali arsenał na ul. Moskiewskiej, o 21:20 – Dom Gubernatora, a o 21:25 wdarli się głównym wejściem do Hotelu „Europa”, gdzie mieścił się sztab bolszewickiego Komitetu Wykonawczego Obwodu Zachodniego, Czeka i sztab Czerwonej Gwardii. Z budynku tylnymi drzwiami zbiegł Karl Lander i inni komunistyczni działacze wysokiego szczebla. Białorusini podjęli jeszcze jedną próbę schwytania ich na stacji kolejowej z pomocą kolejarzy; wreszcie podjęli próbę wysadzenia w powietrze zajętego przez nich pociągu, w wyniku czego dwa wagony wywróciły się, a wagon Karla Landera spadł z torów. Zablokowanie linii kolejowej spowodowało jednak, że na stacjach zaczęły gromadzić się coraz większe ilości wycofujących się z frontu i cały czas napływających do Mińska bolszewickich transportów wojskowych. Pojawiła się obawa, że zdesperowani żołnierze opuszczą transporty i wyjdą w miasto, lub też ostrzelają stacje przy użyciu artylerii i karabinów maszynowych. W związku z tym kolejarze po północy odblokowali tory, a bolszewiccy komisarze zdołali ewakuować się z miasta na wschód. O godzinie 22. Białorusini zgromadzili większość swych sił w okolicach Placu Wolności (dawniej Soborowego) i wysłali w miasto patrole samochodowe informujące mieszkańców o przejęciu władzy w mieście przez Komitet Wykonawczy Rady Zjazdu Wszechbiałoruskiego. Godzinę później zaczęli zgłaszać meldunki o rozbrajaniu w sposób „skrajnie wyzywający” białoruskich oddziałów i pojedynczych osób przez Polaków. Około północy polscy wojskowi odebrali Białorusinom arsenał na ul. Moskiewskiej (według jednego ze źródeł, akcją dowodzili Witold i Melchior Wańkowiczowie). Na ulice, mimo później pory, wyległy tłumy mieszczan, obserwując rozwój wydarzeń.

### Działania polityczne 19 lutego

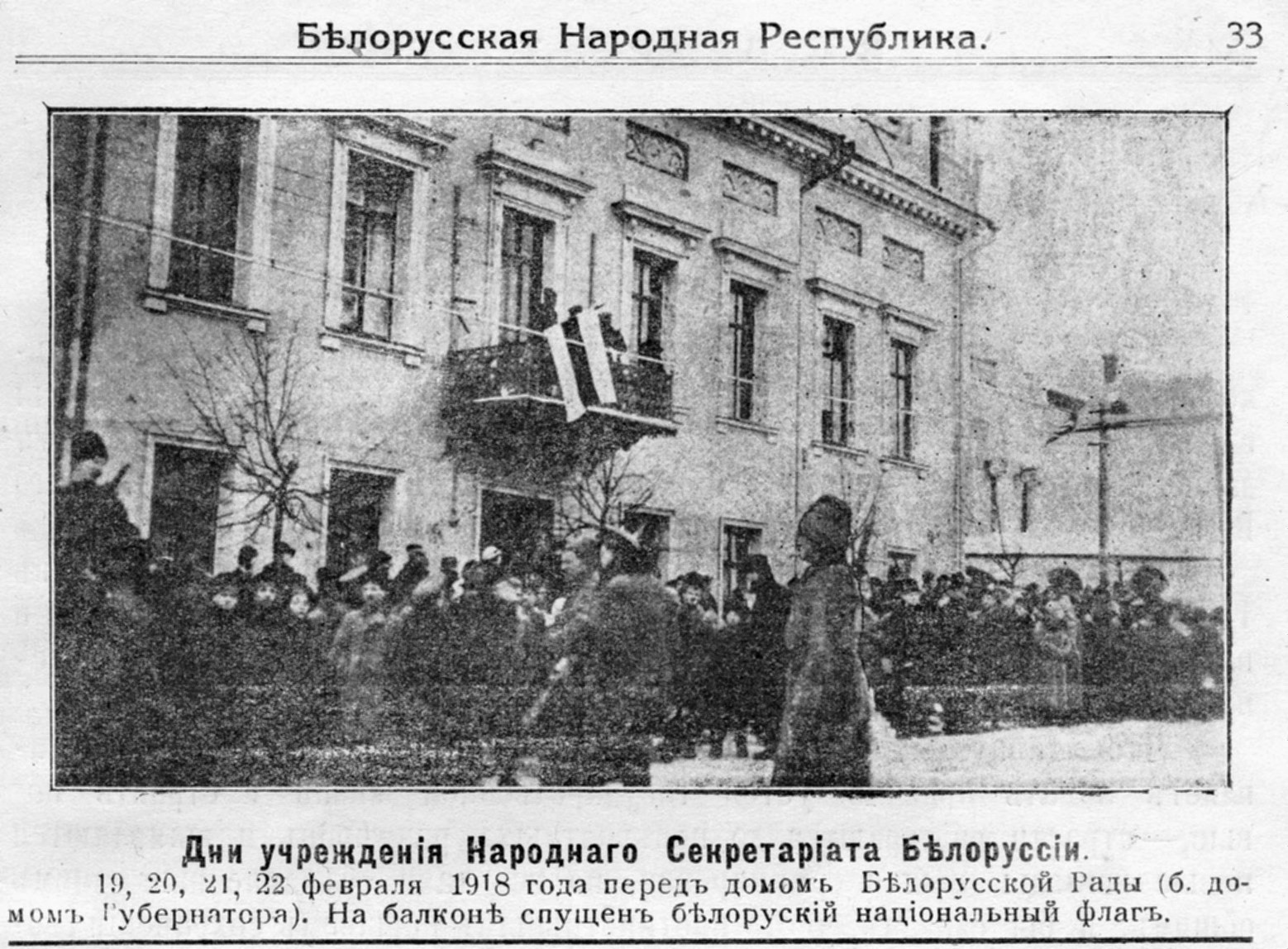
Białoruska flaga na Domu Gubernatora 19–22 lutego 1918

Jednocześnie z działaniami militarnymi, Białorusini i Polacy zaczęli tworzyć w Mińsku swoją administrację. Utworzone zostały niezależnie od siebie Komendantura Białoruska oraz Komendantura Polska. Oba organy władzy powstały niezależnie od siebie, a nawet konkurowały ze sobą i próbowały wzajemnie się podporządkować. Komendantura Polska ogłosiła, że stawia sobie za cel ochronę ładu i porządku w mieście i zamierza strzec bezpieczeństwa nie tylko Polaków, ale wszystkich mieszkańców Mińska. Wydała także odezwę do żołnierzy rosyjskich, wzywającą ich do pokojowego opuszczenia miasta. W nocy z 19 na 20 lutego jej praca była jednak chaotyczna i niezbyt dobrze zorganizowana. Zdaniem Stefana Żarneckiego, który znajdował się wówczas w jej siedzibie, panował tam niebywały chaos (…) nie było z kim gadać. O wiele bardziej ambitne decyzje polityczne podjęli w tym czasie Białorusini. Komitet Wykonawczy Rady Zjazdu Wszechbiałoruskiego, który wydał wcześniej polecenie przejęcia kontroli nad miastem, zamierzał przekształcić się w rząd reprezentujący ogół społeczeństwa ziem białoruskich. W związku z tym, podjął decyzję o włączeniu do swego składu 27 reprezentantów Mińska, 9 z prowincji, po 10 przedstawicieli rad miejskich i ziemstw, a także 15 przedstawicieli mniejszości narodowych: 7 Żydów, 4 Polaków, 2 Rosjan oraz po jednym Ukraińcu i Litwinie. O godzinie 22 zajęto Dom Gubernatora pod siedzibę Rady Zjazdu Wszechbiałoruskiego, a na jego balkonie zawieszono biało-czerwono-białą flagę Białorusi. Był to pierwszy przypadek w historii, gdy flaga ta znalazła się na budynku administracji państwowej w Mińsku. Komitet Wykonawczy Rady obradował tam całą noc z 19 na 20 lutego.

### Wydarzenia 20 lutego

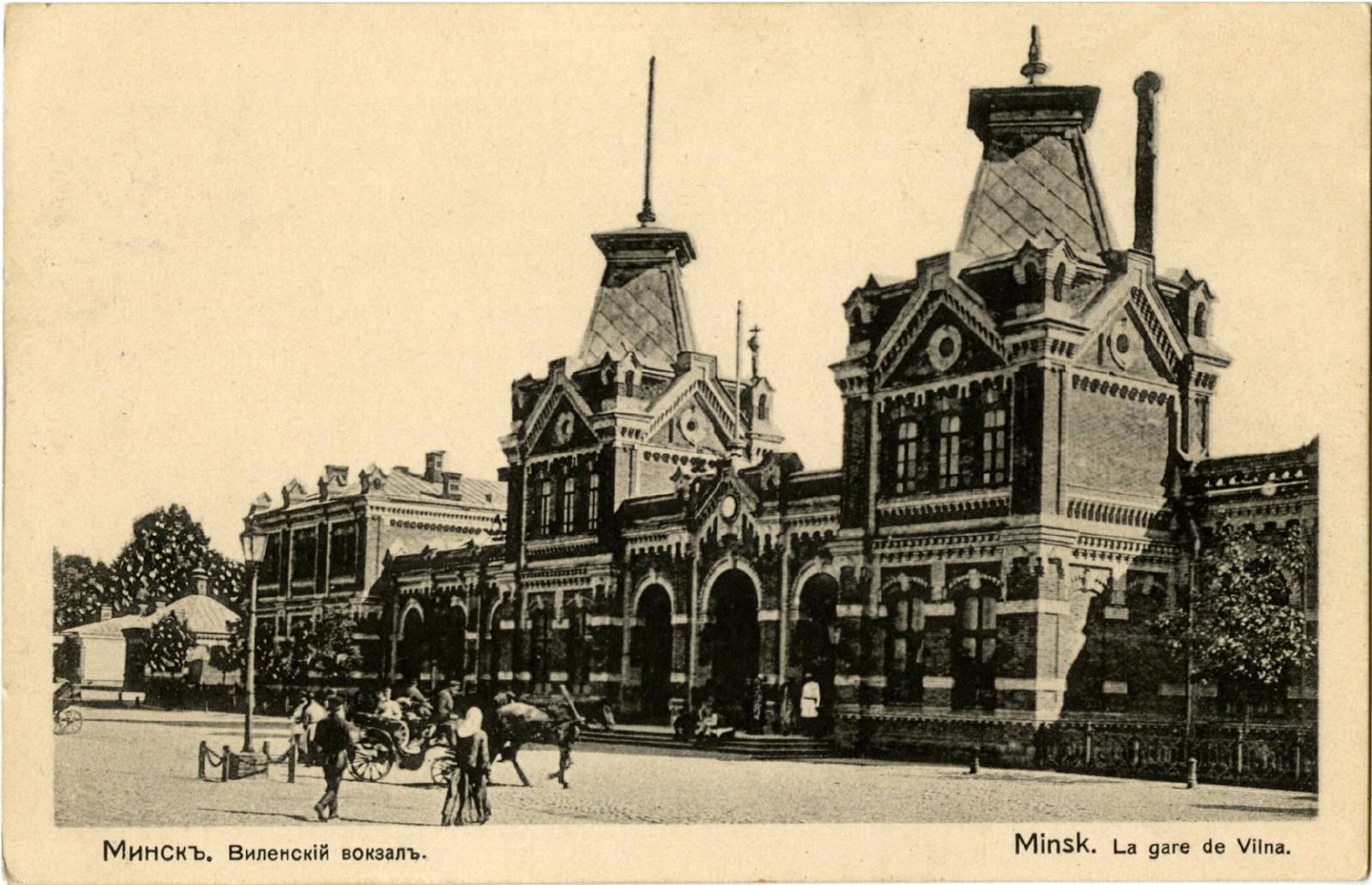
Dworzec Libawsko-Romeński znajdował się w polskim sektorze Mińska

Wraz z rozwojem wydarzeń stosunki między formacjami białoruskimi i polskimi stawały się coraz bardziej napięte, groziło użycie broni. Stronom udało się jednak uniknąć konfrontacji i 20 lutego doszło do formalnego porozumienia między Komendanturą Białoruską i Komendanturą Polską. Wkrótce ukazał się wspólny rozkaz zjednoczonych komendantur, zapowiadający współpracę na rzecz zaprowadzenia porządku w mieście. Mińsk podzielony został na dwie strefy. Białorusini kontrolowali część północno-zachodnią, w której znajdowały się m.in. plac Wolności, Dom Gubernatora i Hotel „Europa”, natomiast Polacy zajmowali część południowo-wschodnią. Ci ostatni około południa ściśle obsadzili obszar w granicach ulic: Bobrujskiej, Zaułka Kołomeńskiego, Górnej Lachówki, Dolnej Lachówki, Policyjnej, Targowej, Pietropawłowskiej i Zacharzewskiej do Bobrujskiej. O godzinie 15. zajęli kolejowy Dworzec Libawsko-Romeński (Wileński), a koło elektrowni, na moście kolejowym i na placu koszarowym stoczyli kilka krwawych potyczek z bolszewikami. Białorusini ustalili białorusko-polską linię demarkacyjną wzdłuż ulic: Trakt Kojdanowski–Moskiewska–Zacharzewska–Trakt Homelski i nadali białoruskim oddziałom wojskowym bardziej zorganizowaną strukturę. Utworzony został I Miński Pułk Białoruski pod dowództwem I. Raczkiewicza, na czele oddziałów konnych stanęli Niemkiewicz i Miedwiediew, a komendę milicji objął Fłaryjan Żdanowicz. Nadal jednak zarówno białoruskie, jak i polskie patrole obecne w mieście były nieliczne. Dodatkowo osłabiało je zmęczenie wynikające z udziału w trwającej już kilkadziesiąt godzin akcji, a także 12-stopniowego mrozu. Tymczasem wśród ludności cywilnej Mińska panował entuzjazm, a życie toczyło się bez zmian. Bez przeszkód pracowały sklepy, wydawane były codzienne gazety.
Pomimo formalnego białorusko-polskiego porozumienia dochodziło do różnego rodzaju incydentów, które zwiększały napięcie. Białorusini posiadali wyraźnie słabsze siły wojskowe, co zachęcało Polaków do naruszania umowy i wypierania ich z zajmowanych stanowisk. Innym powodem nieporozumień były wypadki, kiedy Białorusini uzbrajali ludzi, których Polacy wcześniej uznali za bolszewików i rozbroili. Zdaniem historyka Olega Łatyszonka, być może doszło nawet do bezpośrednich starć między żołnierzami białoruskimi i polskimi. Obie strony obawiały się wejścia do miasta wycofujących się innych oddziałów bolszewickich. Jednocześnie Polacy bardzo liczyli na nadejście wsparcia ze strony I Korpusu Polskiego i na to, że zdąży on wkroczyć do miasta przed Niemcami. W nocy z 19 na 20 lutego strona polska wydała oświadczenie, że zapewniać będzie porządek w mieście do czasu nadejścia wojsk gen. Dowbora-Muśnickiego, oraz wyraziła oczekiwanie, że podporządkują mu się „wszystkie narodowe organizacje”. Wywołało to oburzenie strony białoruskiej, która uznała I Korpus Polski za zagrożenie. Białorusini wysłali Polakom zapytanie o pełnomocnictwo działań, jednocześnie zwracając się o wsparcie do białoruskich oddziałów z Witebska. Gdy stało się jasne, że nie mogą oczekiwać od nich pomocy, wysłali tabor kolejowy po białoruski IV KA z Frontu Rumuńskiego.
20 lutego 1918 roku Rada Zjazdu Wszechbiałoruskiego kontynuowała swoje działania zmierzające do utworzenia białoruskich struktur państwowych w Mińsku. Poszerzony poprzedniego dnia Komitet Wykonawczy Rady Zjazdu Wszechbiałoruskiego ogłosił się najwyższym organem władzy na Białorusi: Białoruskim Przedstawicielstwem Krajowym. Wyłonił następnie spośród siebie rząd, któremu nadano nazwę Ludowy Sekretariat Białorusi. Jego prezesem został 28-letni były student prawa Jazep Waronka. Mińscy Polacy nie uznali nowego białoruskiego rządu. Rada Polska Ziemi Mińskiej całkowicie ignorowała wszystkie białoruskie organizacje.

### Wydarzenia 21 lutego
Około północy z 20 na 21 lutego do polskich wojskowych w Mińsku dotarła wiadomość, że dowództwo I Korpusu Polskiego wysłało im na pomoc dwie legie oficerskie w sile około pół tysiąca ludzi. Mając poczucie, że ich pozycja w mieście staje się pewniejsza, 21 lutego o godzinie 4. nad ranem zajęli Dworzec Warszawski (Alekandrowski), który znajdował się na terenie strefy białoruskiej. Jednak ani I Korpus Polski, ani białoruski IV KA nie zdołały dotrzeć do Mińska przed Niemcami. O godzinie 11. do miasta wszedł podjazd niemieckich kirasjerów, a wkrótce potem inne wojska. Reakcja na ich przybycie była zróżnicowana, zazwyczaj jednak powściągliwa. Szczególnie licznie witali ich mieszkający w Mińsku Żydzi. Rada Polska Ziemi Mińskiej podjęła decyzję o powitaniu Niemców w sposób formalny i chłodny, bez okazywania zbytniej sympatii. Polacy wraz z przedstawicielami białoruskich ugrupowań prawicowych sformowali delegację powitalną, w skład której ze strony polskiej weszli E. Iwaszkiewicz, I. Witkiewicz i Z. Nagórski, natomiast ze strony białoruskiej – Roman Skirmunt i P. Aleksiuk. Niemcy zapewnili ich, że przybywają z pomocą na prośbę gen. Dowbora-Muśnickiego. Białorusko-polscy delegaci uznali to za mało prawdopodobne, jednak pokonując pewne opory, zgodzili się przekazać Niemcom władzę nad Mińskiem, ostateczną decyzję pozostawiając dowódcy I Korpusu Polskiego.

## Skutki
Przejęcie władzy w Mińsku przez białoruskie i polskie oddziały wojskowe w dniach 19–21 lutego 1918 roku miało szczególne znaczenie dla białoruskiego ruchu narodowego. Był to jeden z pierwszych realnych sukcesów przedstawicieli tego ruchu. Decyzje polityczne, jakie wówczas zapadły – utworzenie pierwszego białoruskiego rządu, Ludowego Sekretariatu Białorusi – walnie przyczyniło się do narodzin i kształtowania się białoruskiej państwowości, czego efektem było ogłoszenie niepodległości Białoruskiej Republiki Ludowej 25 marca 1918 roku. Był to także jeden z pierwszych przypadków, gdy białoruskie formacje wojskowe wykazały inicjatywę, podjęły walkę i wykonały swoje obowiązki. Polacy natomiast, mimo zajęcia w tych dniach większej części Mińska i zepchnięcia Białorusinów do defensywy, nie zdołali wykorzystać politycznie swojej akcji. Część z nich wyrażała zadowolenie z nadejścia Niemców, uważając bolszewików za znacznie większe zagrożenie, druga część natomiast uważała, że nowa okupacja jest kolejnym ciosem w polskość tych ziem. Całkowite straty po polskiej stronie w wyniku akcji były niewielkie – zginął jeden oficer i kilku żołnierzy, a 17 odniosło rany.